# Watson Wyatt
Watson Wyatt Worldwide war ein Beratungsunternehmen auf dem Gebiet des Personal- und Finanzwesens. Das Unternehmen beriet in Deutschland zur betrieblichen Altersversorgung, bei Human-Capital-Themen sowie im Investment-Consulting. Das Unternehmen firmiert seit Januar 2010 unter Towers Watson.

## Geschäftsbereiche
Das Geschäft von Watson Wyatt Heissmann in Deutschland war in verschiedene Geschäftsbereiche unterteilt.
Betriebliche Altersversorgung: Die Ausgestaltung, Einrichtung und Änderung von Versorgungswerken, versicherungsmathematische Bewertungen und Projektionen, die Beratung bei der Wahl des Finanzierungsweges, die Unterstützung bei der Auswahl von externen Anbietern sowie die Beratung bei Unternehmensübernahmen und -fusionen. 
Der Geschäftsbereich Data Services beschäftigte sich mit dem Thema Benchmarking. Dabei handelt es sich um Studien zu Vergütung und Nebenleistungen, die Arbeit mit Vergütungsdatenbanken für Gehaltsvergleiche, sowie die Betreuung von Industriekreisen in Fragen der Mitarbeitervergütung.
Der Geschäftsbereich Human Capital beriet in den Bereichen des Human Resources Managements, insbesondere zu den Themen Gesamtvergütung (Total Reward), Positionsbewertung (Global Grading System), Talentmanagement, Vergütung von Führungskräften, Vergütung im Vertrieb.
Der Geschäftsbereich Investment Consulting wurde aus Frankfurt am Main betreut.

## Geschichte
Reuben Watson gründete in 1878 das versicherungstechnische Unternehmen R Watson & Sons. Bis 1910 hat sich das Unternehmen zum Berater der britischen Regierung in Fragen von Sozialversicherungsprogrammen entwickelt. 
1946, gründeten B.E. Wyatt und sieben Mitgründer The Wyatt Company als ein versicherungstechnisches Beratungsunternehmen. Während der folgenden Jahrzehnte dehnte das Unternehmen seine Aktivitäten auf weitere Geschäftsbereiche aus, u. a. Beratung des Gesundheitswesen und Vergütungsberatung. In den 1980er Jahren baute das Unternehmen global Niederlassungen in Kanada, Europa, Lateinamerika und Asien auf.
1995 formten beiden Unternehmen eine globale Allianz und begannen als Watson Wyatt Worldwide zu operieren. Im Jahr 2000 ging der US-basierte Teil der Allianz an die Börse und wird seitdem an der New York Stock Exchange (NYSE: WW) gehandelt. Im August 2005 wurden die beiden Einzelunternehmen formell miteinander verschmolzen.
In Deutschland erwarb Watson Wyatt Mitte 2007 die Dr. Dr. Heissmann GmbH und baute seine Marktstellung im Bereich betriebliche Altersvorsorge in Deutschland weiter aus. Seither firmiert das Unternehmen auf dem deutschen Markt als Watson Wyatt Heissmann.
Am 28. Juni 2009 kündigten Watson Wyatt und die Firma Towers Perrin an, eine Fusion anzustreben. Zusammen kommen beide Unternehmen auf einen Jahresumsatz von mehr als drei Milliarden Dollar. Die fusionierte Firma trägt den Namen Towers Watson.